# Merely
Merely är en svensk soloartist, låtskrivare och musikproducent. Hon är även medlem i den experimentella musikgruppen Team Rockit.

## Biografi
Kristina Florell, född 20 december 1987 i Annedals församling, Göteborg, är uppvuxen i Örnsköldsvik och flyttade till Stockholm efter gymnasiet. Hon blev officiell medlem i Team Rockit 2013 i och med utgivningen av gruppens andra studioalbum Anima men debuterade redan 2012 som Merely med självutgivna Ep:n Semblance. Hennes första soloalbum Nirvana släpptes 3 september 2014 via skivbolaget Sincerely Yours och återutgavs 2015 i Japan tillsammans med den exklusiva 7"-singeln Hypermemory genom det Tokyo-baserade skivbolaget Big Love Records. Den 17 juni 2016 släpptes det andra studioalbumet Uncanny Valley, även detta via Sincerely Yours. Det tredje albumet Hatching The Egg gavs ut den 14 februari 2019 på skivbolaget YEAR0001. Den 20 december 2020 släpptes det fjärde och självutgivna albumet Baby Acid Stars på musikplattformen Bandcamp. Det femte albumet Sculpture gavs ut den 14 oktober 2022 på YEAR0001. Skivan är producerad av Merely och Cotton Mouth, samt har franska artisten Malibu som gästproducent på två spår.
Merely kännetecknas främst genom sin drömska indiepop med ambienta inslag och vokala influenser från trance-musik och har jämförts med andra artister som Björk, Grimes, Kate Bush och Cocteau Twins.  

## Diskografi

### Studioalbum
- Nirvana (2014)
- Uncanny Valley (2016)
- Hatching The Egg (2019)
- Baby Acid Stars (2020)
- Sculpture (2022)

### Singlar & EP
- Semblance, EP (2012)
- Lava (2014)
- Forever (2014)
- Hypermemory, 7" (2015)
- Libertine (2016)
- Backdraft (2016)
- Crazy Heart (2018)
- Mystery Garden (2019)
- I'm Your Lover (2020)
- Idle Citi (2022), tillsammans med Malibu